# 盘溪无铭阙
重慶盤溪無銘闕在重慶市嘉陵江北岸的盤溪香爐灣，當地人稱為香爐石。其地後高前低，下臨深溝，前方為嘉陵江。現原址存右闕，已建亭保護，被定為省級重點文物保護單位。其左闕塌毀後，闕身殘石於1950年代初由重慶市博物館運回館中保護。此闕西向，由細黃砂石建成。
1956年8月16日公佈為四川省第一批歷史及革命文物保護單位，中共建政後曾建四方亭加以保護。1962年2月18日列為重慶市第一批文物古蹟保護單位。1980年7月7日公佈為四川省重新公布的第一批文物保護單位。1983年12月1日列為重慶市第一批市級文物保護單位。2000年9月7日列為第一批重慶市文物保護單位。

## 建筑构成
右闕現存臺基、闕身和樓部一部份，由六層石材構成，通高415公分。頂蓋有瓦棱之形，二十世紀四十年代尚存，現已失去。
臺基，由一層石材構成，高33公分，寬195公分，進深130公分，無刻飾。
闕身，為獨石，呈側腳式。其高226公分，下寬115公分、進深64公分，上寬80公分、進深54公分。四隅隱起柱形，無欄額和地栿。左側面刻白虎銜璧。右側面刻一人首蛇身的形象，此像雙手上舉，捧一圓月，月中一蟾蜍，應是女媧捧月。
重慶市博物館所保存的左側闕身殘段，高80公分，面寬及進深尺度與右闕相應部位相同.除了柱形，右側面刻青龍銜璧，左側面刻伏羲捧日。
此闕左、右側的外側面均有刻飾（即伏羲、女媧圖），這是川中諸闕所沒有的。由此可知，此闕原無耳闕，形制特殊。
此闕除了常任俠先生在1942年撰寫的《民俗藝衛考古論集》中有簡略記述，未見其他書著錄。其建造時間可作如下推斷：比較川中諸闕，此闕闕體特小，雕刻亦較簡樸面粗糙，但仍有許多相同之處（如闕身獨石，與川東諸闕一致;闕身側面所刻龍、虎與忠縣㽏井溝及渠縣諸闕所刻相似；樓部斗拱造型又與沈氏闕相近）。
伏羲、女媧像雖不見於諸闕，但在東漢後期的畫像石和畫像磚中常見。由此推測，此闕應為東漢晚期所建的墓闕。

## 圖像

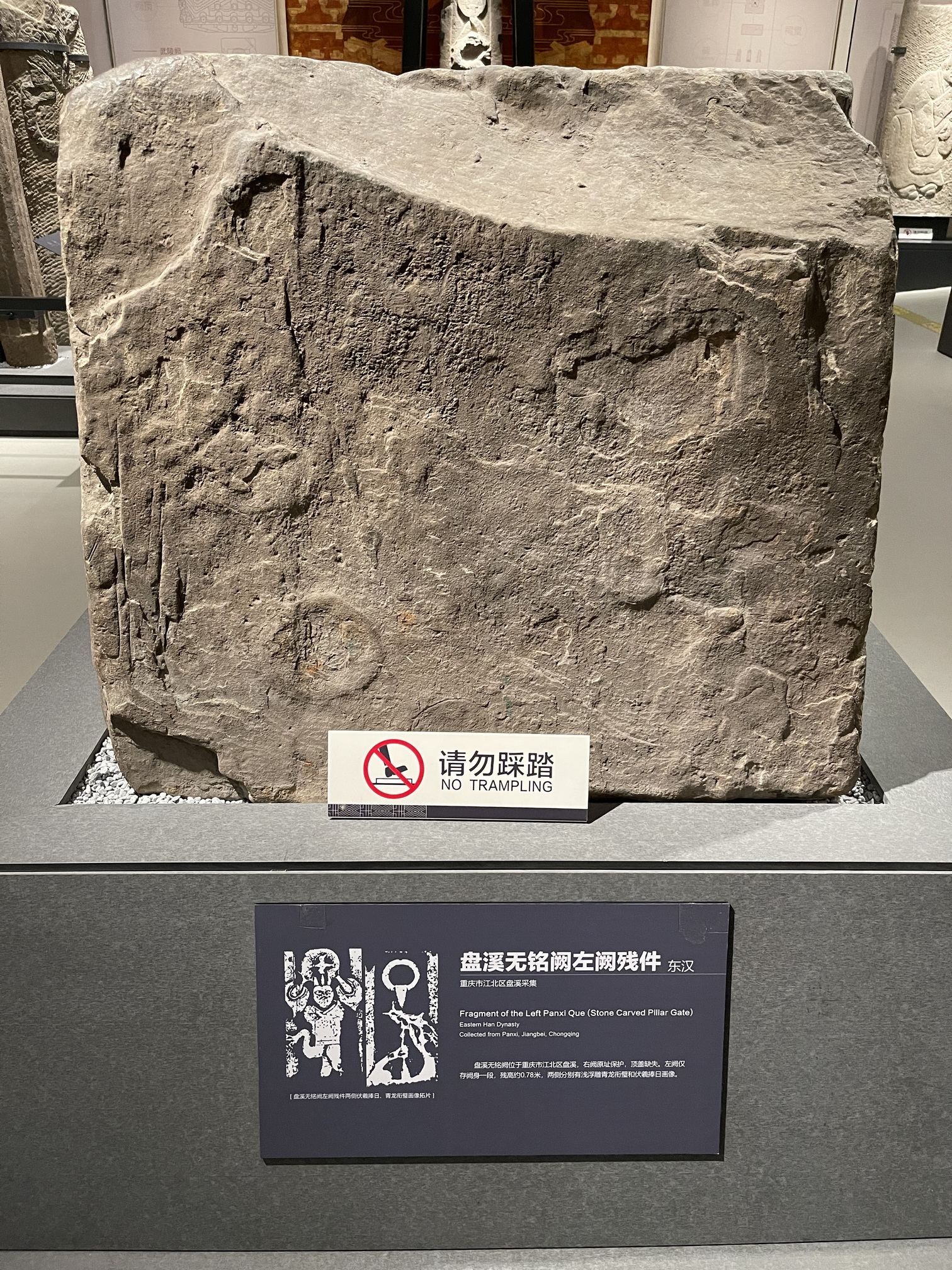
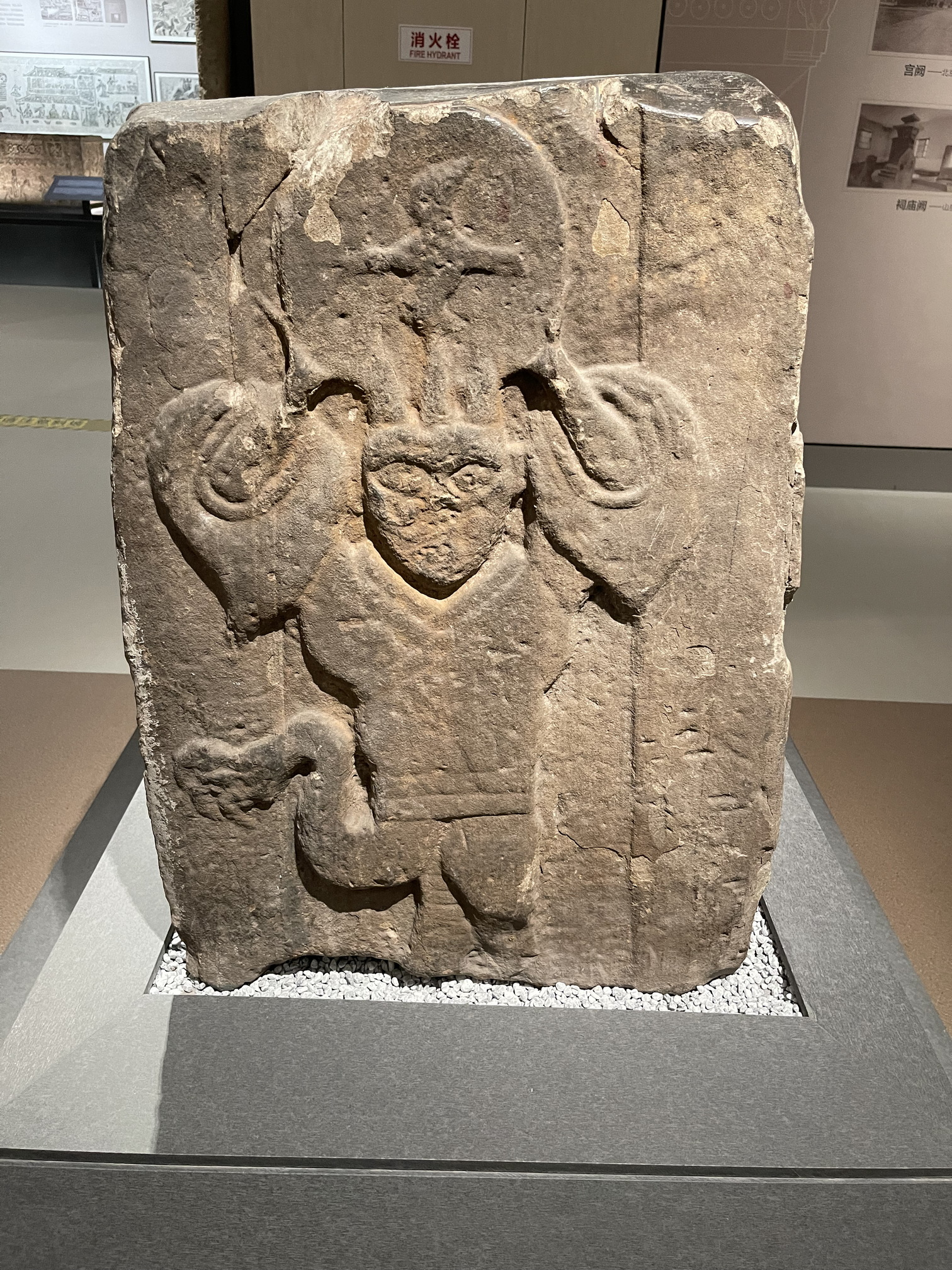
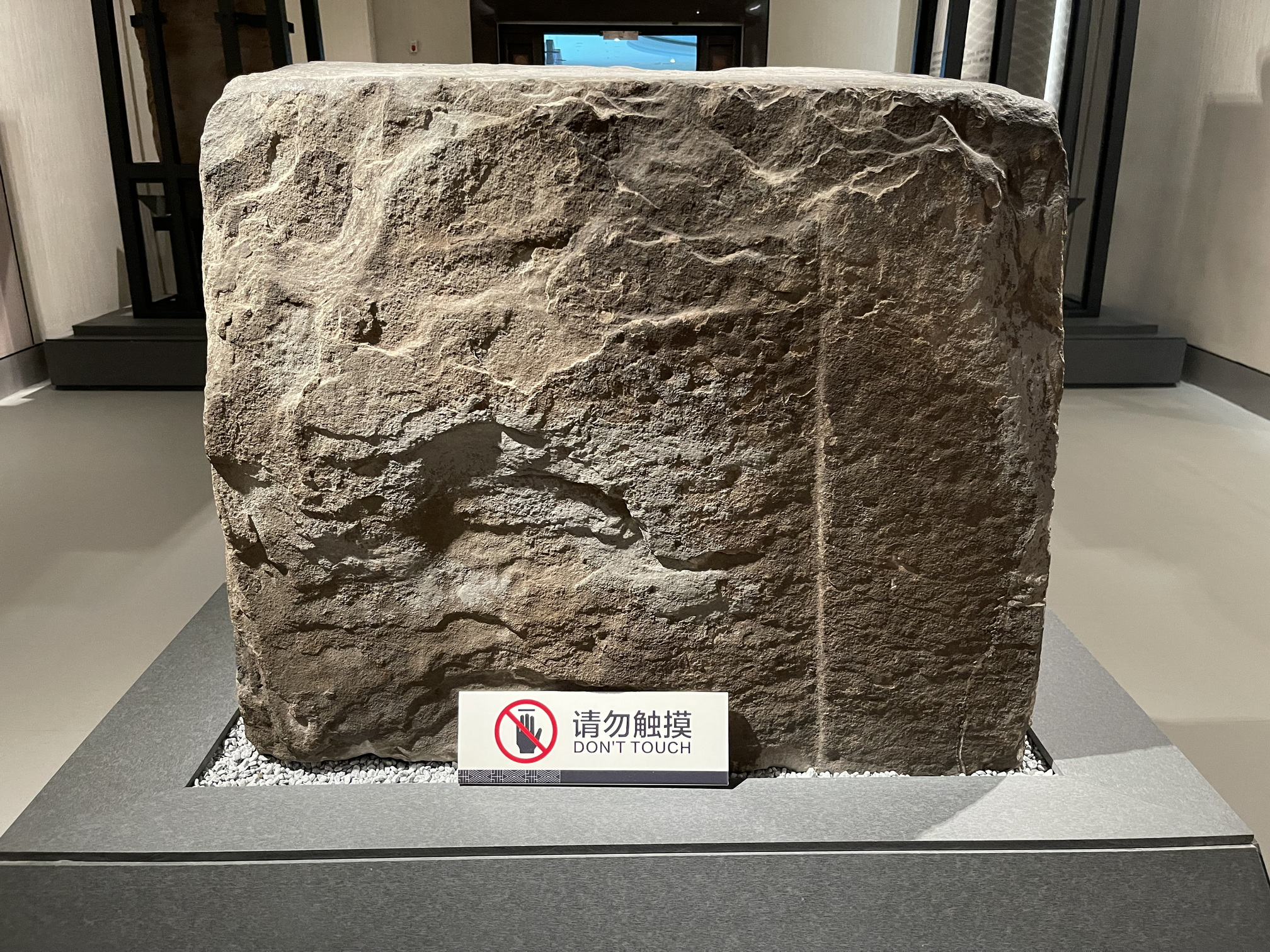
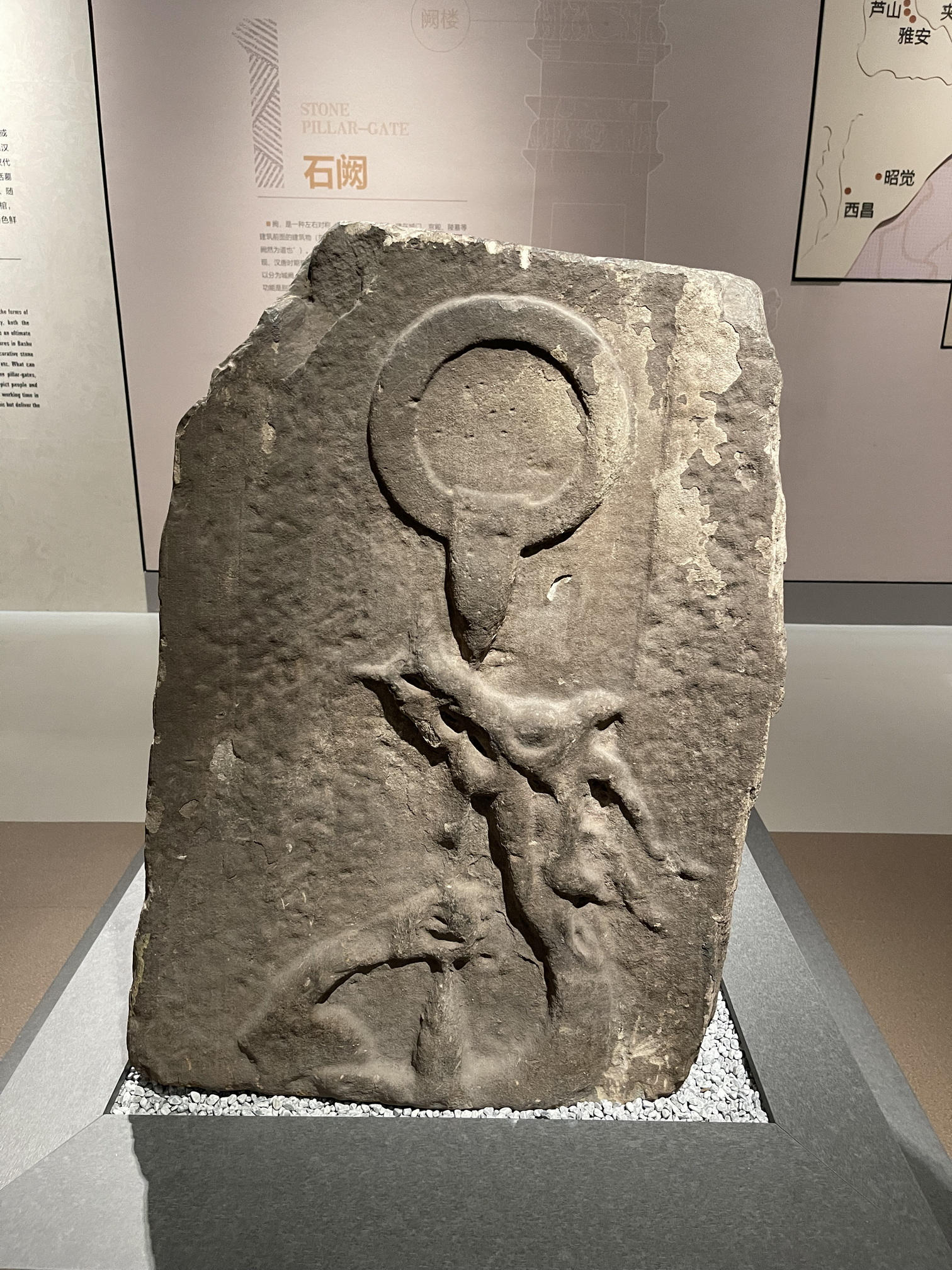